# Théocratie tibétaine
De 1642 à 1959, le Tibet a connu une forme de régime théocratique, dite théocratie tibétaine, où l'autorité religieuse et politique ultime était détenue par un seul et même dignitaire ecclésiastique, le dalaï-lama. Ce régime a pris fin en 1959 avec le départ en exil, du 17 au 31 mars, du 14e dalaï-lama et la dissolution, par le décret du 28 avril, du gouvernement tibétain,. Parmi les dalaï-lamas, seuls les 5e et 13e ont exercé un pouvoir absolu, avant le 14e qui exerça le pouvoir à la suite de l'invasion chinoise en 1950 puis en Inde, où il fonda le gouvernement tibétain en exil en 1959 avant de démissionner de ses fonctions politiques en faveur d'un gouvernement démocratique en 2011. 
Antérieurement, le Tibet central avait connu, de 1260 à 1354, une première période théocratique où l'école sakya du bouddhisme tibétain, avec l'aide d'adeptes mongols, avait pris le pouvoir.

## Témoignages et avis
Nombre d'orientalistes, de voyageurs et de tibétologues signalent la nature théocratique du régime tibétain. Léon Feer évoque l'« étrange théocratie » du Tibet. Laurence Waddell voit dans Lhassa « le centre de la forme de gouvernement ecclésiastique la plus extrême au monde », et dont « le prêtre-roi » « s'est arrogé le statut de la divinité ». Jacques Bacot emploie l'expression « théocratie tibétaine ». Amaury de Riencourt parle de « la théocratie du Tibet ». Abdul Wahid Radhu évoque les bonnes relations qu'entretenaient les musulmans avec les autorités de « la théocratie bouddhiste que le Tibet constituait ». Samten G. Karmay qualifie le gouvernement du Tibet (Ganden Potrang ou Gaden Phodrang) de « gouvernement théocratique ». Stéphane Guillaume voit dans le dalaï-lama « le chef théocratique du gouvernement tibétain ». Fabienne Jagou évoque la nation tibétaine en ces termes : « il est difficile d'affirmer que le Tibet était un État, car bien que la nation tibétaine possédât un gouvernement, son pouvoir n'était pas représentatif à cause de sa nature théocratique ». Cependant, pour le professeur Subramanya Nagarajarao, expert du droit des réfugiés, la société tibétaine et sa gouvernance avant 1959, bien que non conformes aux concepts de démocratie, en comportaient des éléments. De même, pour Charles Bell qui, dans les années 1900, administra la vallée de Chumbi occupée par les Britanniques, le Tibet à cette époque était à bien des égards un pays démocratique dans la mesure où l'administration locale était laissée aux chefs de village.

## Première période théocratique
En 1260, l'école sakya du bouddhisme tibétain, avec l'aide d'adeptes mongols, prend le pouvoir dans une bonne partie du Tibet central, instaurant la première période théocratique tibétaine,.
Cette théocratie sakya est renversée en 1354 par Changchub Gyaltsen (1302-1364), fondateur et régent de la lignée Phagmodrupa.

## Deuxième période théocratique
En 1642, l'abbé du monastère gelugpa de Drépung, Lobsang Gyatso, le 5e dalaï-lama, est installé à la tête du Tibet par le Mongol Gushi Khan, chef de la tribu mongole des Qoshot, qui a envahi le Tibet et détrôné le roi Tsang. C'est le début de la 2e période théocratique du Tibet, laquelle devait durer trois siècles,. Selon Samten G. Karmay, cette théocratie est marquée par la suprématie absolue du clergé bouddhiste et la subordination des laïcs à ce dernier.
Le 5e dalaï-lama est le premier des dalaï-lamas à exercer un pouvoir temporel. Il forme le gouvernement tibétain dont la structure s'est perpétuée jusqu’en 1959, sous le 14e dalaï-lama, Tenzin Gyatso. Dans cette structure, le rôle du régent est confirmé en tant qu’institution. En 1645, le 5e dalaï-lama décide d’installer à Lhassa son gouvernement dans un bâtiment, le Potala, qu’il fait construire sur une colline où se trouvait un pavillon fondé par le roi Songtsen Gampo. Il édifie la partie blanche centrale du Potala, et la partie rouge est ajoutée par Sangyé Gyatso en 1690. Le Potala devient le centre gouvernemental du Tibet et, selon Claude B. Levenson, « one of the most imposing symbols of the Tibetan theocracy ».
Sous le règne du 13e dalaï-lama, des efforts politiques consciencieux sont produits pour moderniser ce qui était une forme de théocratie médiévale.
Parmi les dalaï-lamas, seuls les 5e et 13e ont exercé un pouvoir absolu.

## Gouvernement
Le dalaï-lama, « souverain du Thibet » selon l’expression d’Alexandra David-Néel, ou, selon Hugues-Jean de Dianous le régent (gyaltsab), lorsque le dalaï-lama était trop jeune, dirigeait tant les affaires religieuses que civiles, à l'aide de deux organes principaux du gouvernement : le Conseil religieux (yik-tsang), composé de quatre membres de la communauté monastique, et le Conseil des ministres (kashag), composé de quatre ministres (shapé), dont trois laïcs et un religieux. Le premier ministre religieux (chikyap chempo), et le premier ministre civil (lönchen), faisaient la liaison entre les Conseils et le dalaï-lama. L’ensemble des ministres du Conseil civil contrôlait les affaires politiques, judiciaires, et fiscales du Tibet. Un ministre des Affaires étrangères sous la direction du chigye lönchen (premier ministre d’État) avait été créé dans la première moitié du XXe siècle. Son rôle était consultatif. La politique extérieure a toujours été dirigée par le dalaï-lama ou le régent. Il existait une Assemblée nationale (tsongdu), se réunissant dans des circonstances graves, constituée d’une cinquantaine de personnalités de Lhassa, dont les abbés des grands monastères. Son rôle était consultatif. Dans les régions, le gouvernement était représenté au milieu du XXe siècle par cinq commissaires (chikyap), pour l’U-Tsang (Lhassa et Shigatse), Gartok (Tibet occidental), Kham (Chamdo, Tibet oriental), Chang (Nagchuka, Tibet du Nord) et Lhoka (Lho-dzong, Tibet du Sud). Des chikyap dépendaient les dzong-pön (commandants de forteresses), responsables du maintien de l’ordre et de l’impôt. Ils avaient une grande indépendance,.

## Perspectives auXXesiècle
En 1930, l'homme d'État chinois Sun Yat-sen envisage la perspective du renversement de cette théocratie par le peuple, voyant « dans le bouddha vivant de la Mongolie et celui du Tibet » « les derniers jours de la théocratie ». En 1950, le Tibet est encore une théocratie bouddhiste, qualifiée par l'écrivain tibétain Dawa Norbu d'« isolée, fonctionnelle, peut-être unique en son genre parmi les divers régimes politiques du monde moderne ». Le journaliste américain Edgar Snow voit dans cette théocratie une anomalie qui n'a pu perdurer qu'en raison de l'inaccessibilité du pays.

## Maintien de la théocratie de 1951 à 1959
Selon Melvyn Goldstein, après l'arrivée de l'armée populaire de libération chinoise au Tibet en 1951, la structure théocratique du gouvernement, l'organisation monastique et les formes traditionnelles de propriété foncière restent presque inchangées,. Le texte de l'accord en 17 points sur la libération pacifique du Tibet, signé le 23 mai 1951 à Pékin par des représentants du 14e dalaï-lama et ceux de la république populaire de Chine, prévoit le maintien du système politique et du statut du dalaï-lama (point 4), la liberté religieuse et le maintien des revenus du clergé bouddhiste (point 7),.
Toutefois, selon le dalaï-lama, l'accord en 17 points n'a pas été respecté par la partie chinoise et il l'a rejeté en 1959 pour cette raison.

## Abolition du gouvernement et fin de la théocratie
Après le départ en exil, du 17 au 31 mars, du 14e dalaï-lama, qui, depuis avril 1956, était président du comité préparatoire à l'établissement de la région autonome du Tibet, le premier ministre chinois, Zhou Enlai, prend le 28 avril 1959 un arrêté proclamant la dissolution du gouvernement tibétain – et son remplacement par le comité préparatoire. L'abbé du monastère de Tashilhunpo, le 10e panchen-lama, jusque-là vice-président du Comité préparatoire, assume dès lors les fonctions de président, jusqu'en décembre 1964 où il est démis de ses fonctions,.

## Démocratisation au Tibet
L'échec du soulèvement de mars 1959 a créé des conditions favorables à la « démocratisation du Tibet », déclarait en avril 1959 le Premier ministre de la république populaire de Chine Zhou Enlai. Celle-ci est poursuivie en 1959 et 1960 par les autorités dirigeant le Tibet, notamment le représentant central du gouvernement central, le général Tchang Tching Ou, et les membres du Comité préparatoire à l'établissement de la région autonome du Tibet présidé par le panchen-lama.

## Démocratie tibétaine en exil
L'exode tibétain de 1959 verra environ 100 000 Tibétains suivre le dalaï-lama dans un exil en Inde où il crée le gouvernement tibétain en exil qu'il dirige et démocratise progressivement jusqu'en mars 2011, date de sa retraite politique.